# La Crête Fort
La Crête Fort ist ein Fort am La Crête Point an der Nordküste der Kanalinsel Jersey, nordöstlich des Dorfes St John.

## Geschichte
Bereits 1563 ist auf einer Landkarte von Popinjay ein Boulevard in der Nähe von La Crête Point verzeichnet. Erst 1778 forderte die Miliz von Jersey „den Bau eine Turmes am Landungssteg in Bonne Nuit, einer Batterie mit zwei Kanonen an La Crête Point und eine zusätzliche Schießscharte an der bereits existierenden Batterie, um La Crête Point zu schützen.“ Auf einer Landkarte von 1787, gezeichnet vom Duke of Richmond,  sieht man eine obere und eine untere Batterie, sowie ein Wachhaus an La Crête Point.
1813 ließen die States of Jersey La Crête Point befestigen und eine Batterie namens Havre Giffard Battery mit zwei französischen Beutegeschützen, einem Magazin, einem Lagerraum und einem Wachhaus errichten. In der Nähe wurde eine Kaserne für die mobile Reserve errichtet. Nach der Niederlage Napoleons, als die anderen Batterien teilweise demontiert wurden, behielt La Crête Point seine beiden Geschütze.
1834 wurde an dieser Stelle ein Fort errichtet. Dort konnten ein Offizier und 30 Mannschaften der Royal Jersey Militia als Besatzung untergebracht werden. Als Bewaffnung kamen zwei neue 18-Pfünder-Geschütze und vier 12-Pfünder-Kanonen. In der zweiten Hälfte des 19. Jahrhunderts verlor das Fort seine militärische Bedeutung und wurde schließlich aufgegeben.
Im Zweiten Weltkrieg statten die deutschen Truppen, die die Kanalinseln besetzt hatten und als Teil des Atlantikwalls nutzten, La Crête Fort, das sie „Widerstandsnest La Crête“ nannten, mit einer 3,7-cm-Panzerabwehrkanone, einem schweren Maschinengewehr MG 34S 7,92 mm, zwei leichten Maschinengewehren, einem Mörser und einem 30-cm-Suchscheinwerfer aus. Die Garnison bestand aus drei Unteroffizieren und 17 Mannschaften.
1968 wurde das Fort dem Lieutenant Govenor von Jersey als Sommerresidenz zur Verfügung gestellt. 2006 ging es in die Hände des Jersey Heritage Trusts über und wurde als Teil des Forts and Towers Project restauriert.